# Dekanat Kolbuszowa
Dekanat Kolbuszowa – nieistniejący dekanat diecezji rzeszowskiej podzielony decyzją biskupa Kazimierza Górnego na dekanaty Kolbuszowa - Wschód i Kolbuszowa - Zachód: 
W skład dekanatu wchodziło 14 parafii:
- Cmolas, pw. Przemienienia Pańskiego,
- Domatków, pw. Miłosierdzia Bożego,
- Kolbuszowa Górna, pw. Matki Bożej Wspomożenia Wiernych,
- Kolbuszowa, pw. św. Brata Alberta,
- Kolbuszowa, pw. Wszystkich Świętych,
- Kosowy, pw. Najświętszego Serca Jezusowego,
- Kupno, pw. św. Jana Chrzciciela,
- Niwiska, pw. św. Mikołaja,
- Ostrowy Tuszowskie, pw. Wniebowzięcia NMP,
- Poręby Dymarskie, pw. śś. Stanisława i Wojciecha,
- Przedbórz, pw. św. Józefa Rzemieślnika,
- Trzęsówka, pw. św. Anny,
- Werynia, pw. św. Maksymiliana Kolbe,
- Zarębki, pw. NMP Matki Kościoła.